# Барбаші (Волгоградська область)
Барбаші (рос. Барбаши) — хутір у Світлоярському районі Волгоградської області Російської Федерації.Поряд розташований Гавриило-Архангельський чоловічий монастир (з 2005 року). 
Населення станом на 2010 рік становить - 33 особи. Входить до складу муніципального утворення Світлоярське міське поселення.

## Географія
Хутір розташований в межах Волго-Ахтубінської заплави, що є частиною Прикаспійської низовини на березі безіменного озера приблизно в 1,2 км від лівого берега Волги. В околицях - заплавні ліси. Хутір розташований на висоті близько 5 метрів нижче рівня моря.
В системі розселення Світлоярського району хутір займає ізольоване становище. Автомобільне сполучення з районним центром можливе тільки через територію Середньоахтубінського району та міста Волгоград. Відстань до центру Волгограда становить 44 км. Найближчий населений пункт - хутір Крівуша Середньоахтубінського району, розташований в 7 км на північний захід від хутора Барбаші.

## Історія
Хутір розташований у межах українського історичного та культурного регіону Жовтий Клин.
Згідно із законом від 14 травня 2005 року № 1059-ОД органом місцевого самоврядування є Світлоярське міське поселення.

## Населення
Динаміка чисельності населення по рокам:
| Чисельність населення |
| --------------------- |
| 1987                  |
| ≈40                   |

| 2010 |
| ---- |
| 33   |